# Super Seria 2008: Nowy Jork
Super Seria 2008: Nowy Jork, Madison Square Garden Grand Prix – indywidualne, drugie w 2008 r. zawody siłaczy z cyklu Super Serii.
Data: 21 czerwca 2008

Miejsce: Madison Square Garden, Nowy Jork  Stany Zjednoczone
WYNIKI ZAWODÓW:
| Miejsce | Zawodnik          | Kraj              | Punkty |
| ------- | ----------------- | ----------------- | ------ |
| 1.      | Travis Ortmayer   | Stany Zjednoczone | 65,5   |
| 2.      | Derek Poundstone  | Stany Zjednoczone | 58     |
| 3.      | Dave Ostlund      | Stany Zjednoczone | 49     |
| 4.      | Brian Shaw        | Stany Zjednoczone | 44     |
| 5.      | Oli Thompson      | Anglia            | 37     |
| 6.      | Mark Felix        | Anglia            | 33,5   |
| 7.      | Kevin Nee         | Stany Zjednoczone | 25,5   |
| 8.      | Jarosław Dymek    | Polska            | 24     |
| 9.      | Mark Philippi     | Stany Zjednoczone | 22     |
| 10.     | Janne Virtanen    | Finlandia         | 17,5   |
| 11.     | Terry Hollands    | Anglia            | 8      |
| 12.     | Magnus Samuelsson | Szwecja           | 5      |

Czterech najlepszych zawodników zakwalifikowało się do indywidualnych Mistrzostw Świata Strongman 2008.